# Pamplona (Kolumbien)
Pamplona ist eine Gemeinde (municipio) im Departamento Norte de Santander (Nordosten Kolumbiens). Pamplona ist Sitz des Erzbistums Nueva Pamplona und der Universität Pamplona.

## Geographie
Pamplona liegt im Departamento de Norte de Santander auf einer Höhe von 2200 m ü. NN, 75 km von Cúcuta und 124 km von Bucaramanga entfernt und hat eine Durchschnittstemperatur von 16 °C. Die Gemeinde grenzt im Norden an Pamplonita und Cucutilla, im Süden an Cácota und Mutiscua, im Osten an Labateca und im Westen an Cucutilla.

## Bevölkerung
Die Gemeinde Pamplona hat 58.975 Einwohner, von denen 56.267 im städtischen Teil (cabecera municipal) der Gemeinde leben (Stand: 2019).

## Geschichte
Pamplona wurde am 1. November 1549 von Pedro de Ursúa und Ortún Velasco de Velásquez als Nueva Pamplona del Valle del Espíritu Santo (Neu-Pamplona des Tales des Heiligen Geistes) gegründet. Neu-Pamplona war Ausgangspunkt für verschiedene Stadtgründungen in der Umgebung, u. a. Mérida, San Cristóbal und La Grita im benachbarten Venezuela, sowie Ocaña, Salazar de las Palmas, Chinácota, San Faustino, Bucaramanga und San José de Cúcuta in Kolumbien.
Die Ureinwohner der Gegend, die von den Spaniern Chitareros genannt wurden, wurden ab 1549 von den Kolonisatoren zur Arbeit in den 53 Gehöften des Territoriums gezwungen.
1875 zerstörte ein Erdbeben die Kathedrale und andere öffentliche Gebäude.

## Sehenswürdigkeiten
- Im Águeda-Gallardo-Park, im Stadtzentrum, befinden sich zahlreiche Gebäude aus der Kolonialzeit.
- Die Kathedrale wurde als Kirche des St.-Klara-Klosters 1584 auf Betreiben von Magdalena Velasco, der Tochter des Stadtgründers errichtet
- Das Heiligtum des Humilladero war die Wirkungsstätte eines Einsiedlers in den Gründerjahren der Stadt.
- Das erzbischöfliche Palais war früher der Sitz der edlen Familie Rangel de Cuellar. Seit 1837 ist es Sitz der Erzbischöfe.

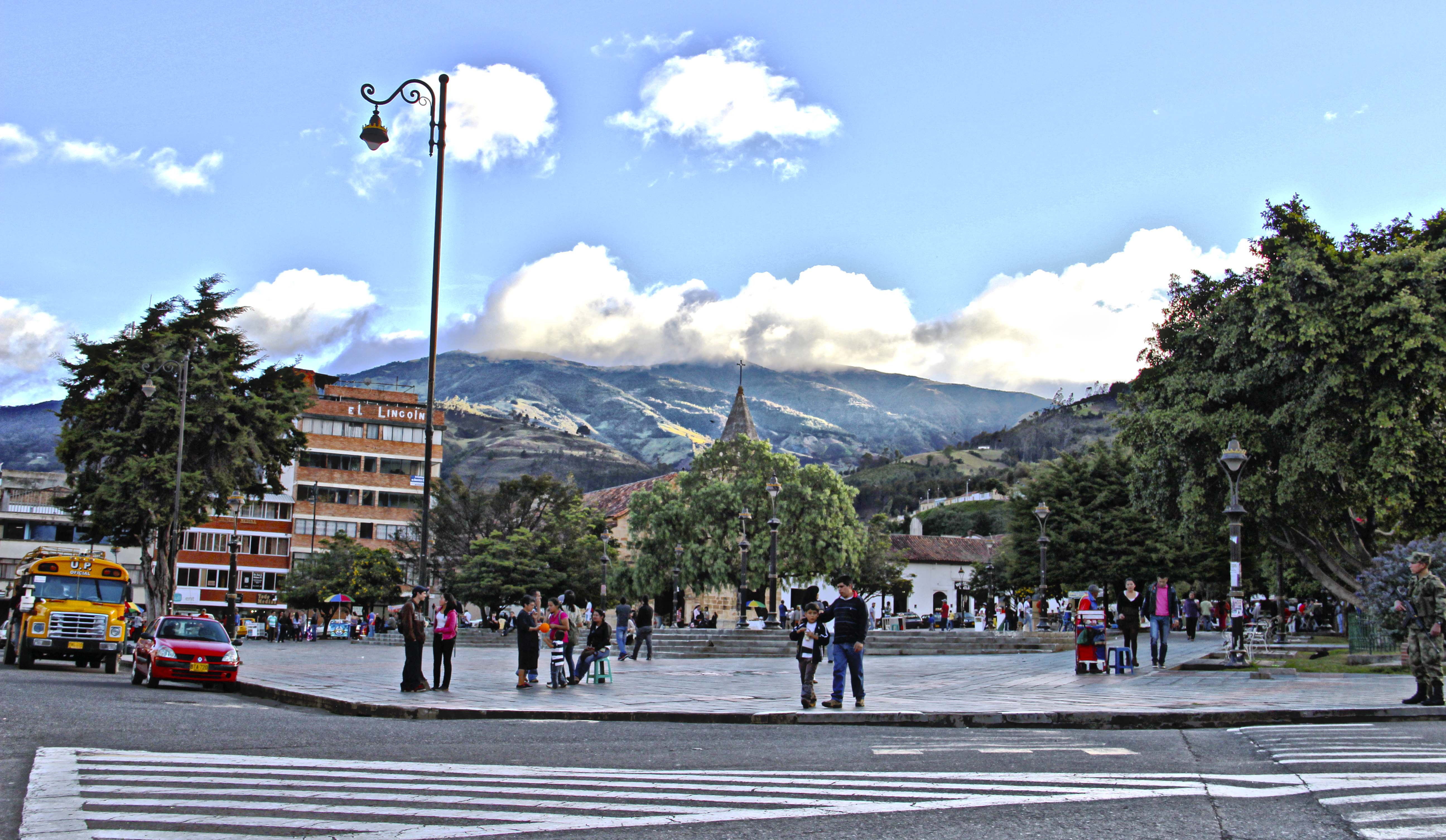
Águeda-Gallardo-Park
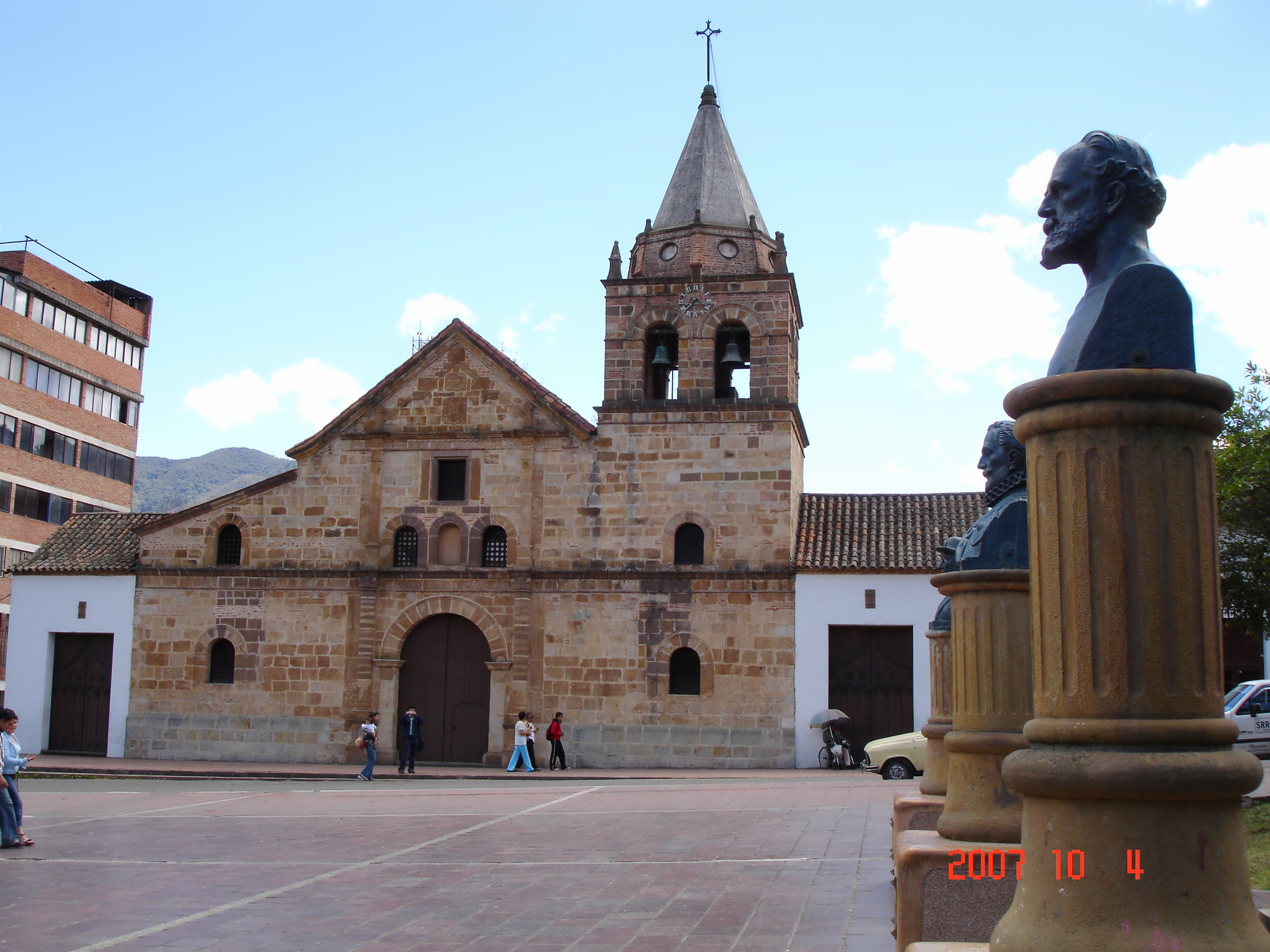
Kathedrale Santa Clara

## Wirtschaft
Als Universitätsstadt hat Pamplona eine dynamische Wirtschaft. Die Studierenden müssen untergebracht und versorgt werden. Es gibt viele Restaurants, Bars und Hotels. Im ländlichen Teil der Gemeinde spielt die Landwirtschaft, insbesondere der Anbau von Kartoffeln sowie die Tierhaltung eine wichtige Rolle.

## Persönlichkeiten
- Rolando Serrano (1938–2022), Fußballspieler